# Papers and Proceedings of the Royal Society of Tasmania
Papers and Proceedings of the Royal Society of Tasmania (abreviado Pap. & Proc. Roy. Soc. Tasmania) es una revista con ilustraciones y descripciones botánicas que es publicada en Tasmania desde el año 1863.